# Trichoniscus plitvicensis
Trichoniscus plitvicensis là một loài chân đều trong họ Trichoniscidae. Loài này được Verhoeff miêu tả khoa học năm 1930.